# Team Jumbo-Visma/Saison 2022
Diese Liste beschreibt die Mannschaft und die Siege des Radsportteams Team Jumbo-Visma in der Saison 2022.

## Mannschaft
| Teamkader 2022                            | Teamkader 2022    | Teamkader 2022         | Teamkader 2022                           |
| Name                                      | Geburtsdatum      | Land                   | Vorheriges Team                          |
| ----------------------------------------- | ----------------- | ---------------------- | ---------------------------------------- |
| Teuntje Beekhuis                          | 18. August 1995   | Niederlande            | Lotto Soudal Ladies (2020)               |
| Anna Henderson                            | 14. November 1998 | Vereinigtes Königreich | Sunweb (2020)                            |
| Romy Kasper                               | 5. Mai 1988       | Deutschland            | Parkhotel Valkenburg (2020)              |
| Anouska Koster                            | 20. August 1993   | Niederlande            | Parkhotel Valkenburg (2020)              |
| Amber Kraak                               | 29. Juli 1994     | Niederlande            |                                          |
| Riejanne Markus                           | 1. September 1994 | Niederlande            | CCC-Liv (2020)                           |
| Linda Riedmann                            | 23. März 2003     | Deutschland            |                                          |
| Coryn Labecki                             | 26. August 1992   | Vereinigte Staaten     | Team DSM (2021)                          |
| Noemi Rüegg                               | 19. April 2001    | Schweiz                | Stade Rochelais Charente-Maritime (2021) |
| Aafke Soet                                | 23. November 1997 | Niederlande            | Ceratizit-WNT Pro Cycling (2020)         |
| Karlijn Swinkels                          | 28. Oktober 1998  | Niederlande            | Parkhotel Valkenburg (2020)              |
| Jip van den Bos                           | 12. April 1996    | Niederlande            | Boels Dolmans (2020)                     |
| Marianne Vos                              | 13. Mai 1987      | Niederlande            | CCC-Liv (2020)                           |
|                                           |                   |                        |                                          |
| Quellen: ProCyclingStats Cycling Archives |                   |                        |                                          |

## Siege
| Siege    | Siege                                                     | Siege       | Siege  | Siege           | Siege |
| Datum    | Rennen                                                    | Staat       | Klasse | Siegerin        |       |
| -------- | --------------------------------------------------------- | ----------- | ------ | --------------- | ----- |
| 29. Apr. | Festival Elsy Jacobs, Prolog                              | Luxemburg   | 2.Pro  | Anna Henderson  |       |
| 25. Jun. | Niederländische Meisterschaften, Straßenrennen der Frauen | Niederlande | CN     | Riejanne Markus |       |
| 2. Jul.  | Giro d'Italia Women, 3. Etappe                            | Italien     | 2.WWT  | Marianne Vos    |       |
| 6. Jul.  | Giro d'Italia Women, 6. Etappe                            | Italien     | 2.WWT  | Marianne Vos    |       |
| 25. Jul. | Tour de France Femmes, 2. Etappe                          | Frankreich  | 2.WWT  | Marianne Vos    |       |
| 29. Jul. | Tour de France Femmes, 6. Etappe                          | Frankreich  | 2.WWT  | Marianne Vos    |       |
| 9. Aug.  | Tour of Scandinavia, 1. Etappe                            | Dänemark    | 2.WWT  | Marianne Vos    |       |
| 10. Aug. | Tour of Scandinavia, 2. Etappe                            | Schweden    | 2.WWT  | Marianne Vos    |       |
| 11. Aug. | Tour of Scandinavia, 3. Etappe                            | Norwegen    | 2.WWT  | Marianne Vos    |       |
| 14. Aug. | Tour of Scandinavia, 6. Etappe                            | Norwegen    | 2.WWT  | Marianne Vos    |       |
| 2. Sep.  | Simac Ladies Tour, 4. Etappe                              | Niederlande | 2.WWT  | Riejanne Markus |       |